# Zsigmondháza

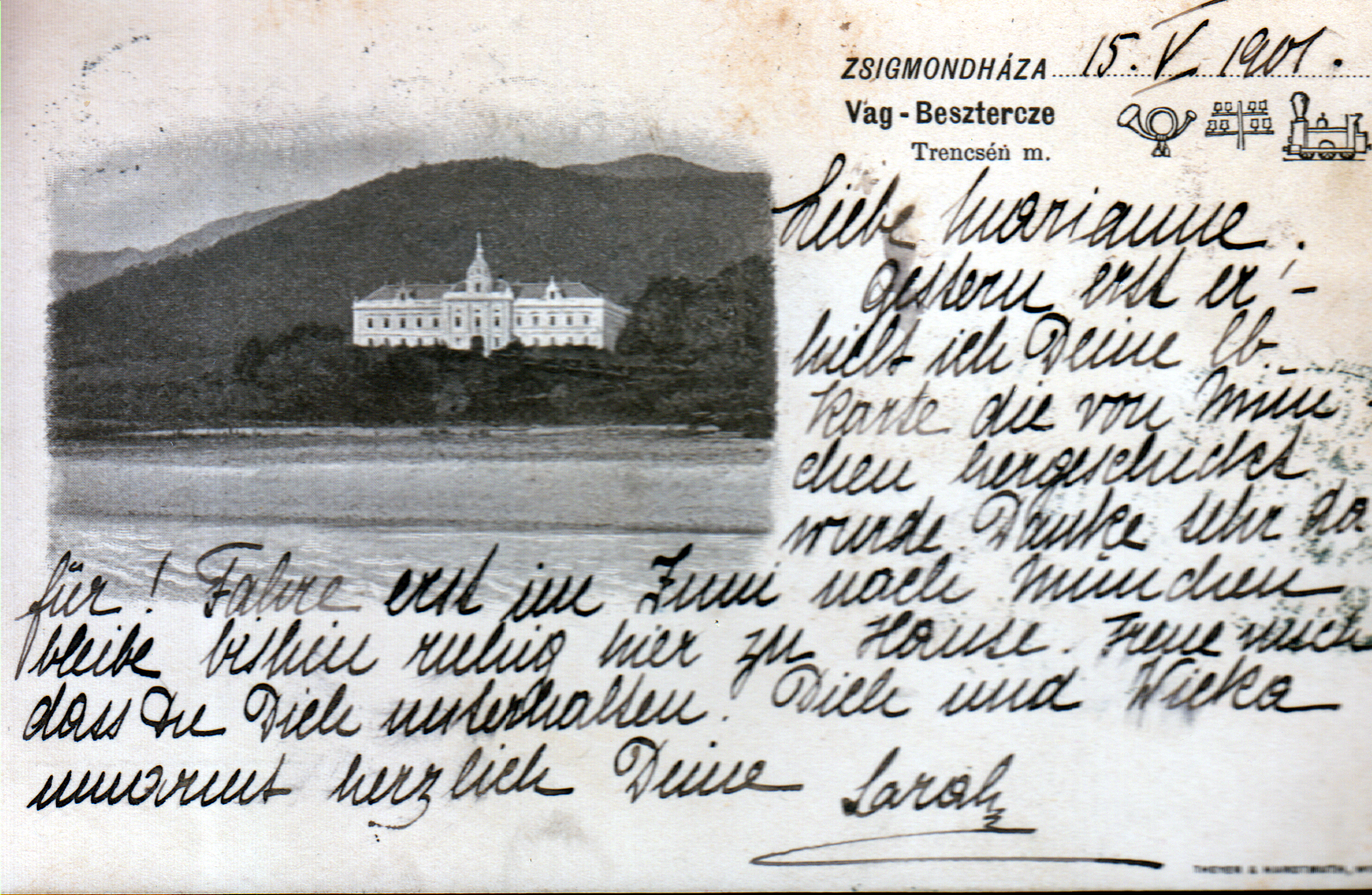
Zsigmondháza

Zsigmondháza (románul Mureșel) egykor önálló falu, ma Arad városrésze Romániában.

## Fekvése
Arad és Újarad közt, a Maros mellett fekszik.

## Története
A falu nevét 1828-ban említette oklevél Zsigmondháza alakban.
1910-ben 1186 lakosából 479 német, 352 fő magyar, 349 román volt. Ebből 715 fő római katolikus, 355 görögkeleti ortodox, 79 református, volt.
A trianoni békeszerződés előtt Arad vármegye Aradi járásához tartozott.